# 平淑恵
平 淑恵（たいら よしえ、本名；黛 淑恵、1954年10月12日 - ）は、日本の女優、声優。北海道帯広市出身。文学座所属。夫は黛りんたろう。義父は黛敏郎。

## 来歴・人物
北海道帯広三条高等学校、立教女学院短期大学幼児教育科卒業。
高校時代に『華岡青洲の妻』の帯広公演を見てから「女優になるなら文学座へ」との一念で、短大卒業後に文学座演劇研究所へ入る。
1977年、アントン・チェーホフの戯曲『かもめ』のニーナ役に起用されて初舞台。
酒井和歌子の後任として1985年以降『大岡越前』で妻・雪絵役を演じ、2006年まで長きにわたる当たり役となった。
1983年と1996年には紀伊國屋演劇賞を受賞。
1996年からは杉村春子が長らく演じてきた森本薫作の『女の一生』の布引けい役を譲られた。

## 出演

### テレビドラマ
- 俺たちの朝 （1977年、日本テレビ/ 東宝） - 絵梨子 役
- 陽はまた昇る 第14話・第15話「海からの手紙（前編・後編）」(1979年、フジテレビ) - 高石京子 役
- やる気満々（1979年） - 井ノ口冬子 役
- まんさくの花(NHK連続テレビ小説・1981年上期)
- 挽歌 - 主演
- 失われた過去 - 主演
- 御宿かわせみ 第2シリーズ（1982年、NHK） - 七重
- ドラマ人間模様（NHK）
  - 愛と砂丘の街（1983年、NHK大阪） - 村尾里美
- 大奥 第22話「不倫の円舞曲」・第23話「醜聞に消えた美女」（1983年） - 大典侍
- 銀河テレビ小説（NHK）
  - 港駅（1984年） - 中沢杉子 役
  - 四捨五入殺人事件（1987年） - 加代/小夜 役
- 暴れん坊将軍II 第56話「たらちねの恋の歌留多の乱れ舞い!」（1984年、ANB / 東映） - こずえ
- 長七郎江戸日記（日本テレビ / ユニオン映画）
  - 第1シリーズ 第43話「宅兵衛の子守唄」（1984年）
  - 第2シリーズ SP「最後の挑戦・さらば長七郎」（1989年） - お葉
  - 第3シリーズ 第26話「女侠涙の伊達姿」（1991年） - お勝
- 大岡越前 第9部〜第15部、最終回スペシャル（1985 - 2006年、TBS / C.A.L） - 雪絵　役
- 水戸黄門（TBS / C.A.L）
  - 第15部 第12話「偽黄門様は喧嘩医者 -小倉-」（1985年4月15日） - 由紀 役
  - 第31部 第7話「格も迷惑 意地っ張り母娘 -宮-」（2002年11月25日） - おしず 役
  - 第37部 第11話「母と娘つないだ風車 -青森-」（2007年6月18日） - お凉 役
- 遠山の金さんII 第15話「二人の男に愛された女!」（1986年2月4日） - おくみ 役
- 火曜サスペンス劇場(日本テレビ) 
  - 「松本清張スペシャル・夜光の階段」（1986年、松竹） - 桑山節子 役
  - 「追跡5・少女が見た!父と母の愛憎」（1999年） - 石川悦子 役
  - 「当番弁護士8」（1999年、磯田事務所製作） - 祖父江和代 役
  - 「女監察医室生亜季子26・日焼けした死体」（1999年、東映）
  - 「妻殺し」（2001年） - 沢木百合子 役
  - 「容疑者」（2005年2月22日、東映） - 山本雪 役
- 山村美紗サスペンス「死人が夜ピアノを弾く」（1986年、関西テレビ / 東映）
- 西田敏行の泣いてたまるか 最終話「大当たり・これっきり」（1987年、TBS / 国際放映、東阪企画）
- はっさい先生（1987年）
- また逢う日
- さよならママ
- 裸の大将 第37話「清の湯けむり奮戦記」（1989年、KTV / 東阪企画） - 静子
- 樅ノ木は残った（1990年、日本テレビ / ユニオン映画） - りつ 役
- 101回目のプロポーズ（1991年、フジテレビ）
- 木曜ゴールデンドラマ 「さらば愛しき人よ」（1991年12月5日、讀賣テレビ）
- 家栽の人 第10話「三姉妹」（1993年、TBS）
- メモリー・オブ・ラブ
- 南くんの恋人 最終話（1994年3月21日、テレビ朝日）
- 花の乱（1994年）
- 荒木又右衛門 男たちの修羅（1994年、TX / 松竹） - みね 役
- 江戸の用心棒 第1シリーズ 第6話「馬の脚、めざし一匹三千両」（1994年、日本テレビ / ユニオン映画） - おふみ 役
- 事件・市民の判決（1996年、TX）
- 御家人斬九郎 第4シリーズ 第4話「恋文」（1999年、フジテレビ / 映像京都） - お玉役[5]
- はぐれ刑事純情派（テレビ朝日 / 東映）
  - 第12シリーズ 第15話「ストーカーが自殺志願!? 逮捕状を待つ女」（1999年7月7日） - 片倉恭子 役
  - 第14シリーズ 第16話「恩返し殺人!? 570回の嫌がらせ！」（2001年7月18日） - 渡辺眞子 役
  - 第15シリーズ 第19話「”ありがとう”で殺人!? ふたりの母と同居する女」（2002年8月7日） - 小田裕子 役
  - 第16シリーズ 第20話「おふくろさん殺人事件!? モノマネが暴いた真犯人」（2003年8月20日） - 井波由紀子 役
  - 第17シリーズ 第1話「能登和倉温泉に甦る親子愛…疑惑の再会」、第2話「能登和倉温泉に引き裂かれた親子愛の謎！」 - 本多雅美 役
  - ファイナル 第7話「狙われた母子！安浦刑事、最後の張込み」 - 杉山博子 役
- 南町奉行事件帖 怒れ!求馬II 第15話「疑惑の炎」（2000年 TBS / C.A.L） - おはま 役
- 鬼平犯科帳 第9シリーズ 第1話「大川の隠居」（2001年4月17日、フジテレビ / 松竹） - 掻掘のおけい
- 土曜ワイド劇場（テレビ朝日） 
  - 牟田刑事官事件ファイル 第2作「女たちの殺人パーティー」（1985年5月11日） - 時枝弥生 役
  - 京都殺人案内（2002年 〜 ） - 森口早苗 役
  - 橘京子の調査報告書（2005年10月15日） - 吉澤園子 役
  - 「天才刑事・野呂盆六4」（2009年7月18日） - 山田みどり 役
  - 「検事・朝日奈耀子8」（2009年10月31日）
- ビギナー 第4話（2003年10月27日、フジテレビ）
- 夜桜お染（2003年 - 2004年、フジテレビ / 映像京都） - おたつ
- 最後の忠臣蔵（2004年、NHK） - りく 役
- 剣客商売 第5シリーズ 第5話「消えた女」（2004年、フジテレビ / 松竹） - おたみ（幻想）役
- 相棒 season5 第1話「杉下右京 最初の事件〜22年前の夜の秘密」（2006年10月11日、テレビ朝日 / 東映） - 御手洗律子 役
- 逃亡者 おりん 第12話「母子・涙の仇討ち」（2007年1月19日、テレビ東京） - 柴田茜役
- 風の果て（2007年） - ふき
- フジテレビ開局50周年記念ドラマ・わが家の歴史 （2010年4月10日、フジテレビ） - 一之瀬夫人 役
- パーフェクト・リポート 第7話（2010年11月28日、フジテレビ） - 赤坂良子 役
- 新・警視庁捜査一課9係 season3 第2話（2011年7月13日、テレビ朝日） - 立川澄子 役
- 月曜ゴールデン「上条麗子の事件推理9」（2011年9月5日、TBS） - 三好直子 役
- 絶対零度〜特殊犯罪潜入捜査〜 Case.10（2011年9月13日、フジテレビ） - 関根佳代 役
- 新春ワイド時代劇「忠臣蔵〜その義その愛」（2012年1月2日、テレビ東京） - 堀部わか 役

### 映画
- 首都消失（1987年） - 朝倉由美子 役
- 夜の哀しみ（2001年） - 主演・浜浦登世 役

### 舞台
- 啄木の妻
- 赤い月
- 眠り姫
- 恋山彦
- 刀化粧
- 弁慶
- 獅子を飼う―利休と秀吉
- 阿蘭陀影繪
- 銭形平次
- サド侯爵夫人
- 大寺學校
- 乾いて候
- 十二夜
- 華岡青洲の妻
- 女の一生
- 長崎ぶらぶら節
- 化粧

### 吹き替え
- アラン・ドロンの刑事物語（エレーヌ）
- 奥さまは首相〜ミセス・プリチャードの挑戦〜（ロズ・プリチャード）
- 天才少年ドギー・ハウザー（ドギーの母）
- 新・弁護士 ペリー・メイスン（エイミー・ヘイスティング）
- ヤングライダーズ（マリー）
- ザ・ホワイトハウス（アビー・バートレット大統領夫人）
- 風と共に去りぬ（メラニー・ハミルトン）
- 地球の頂上の島（フレイヤ）※TBS版
- デューン/砂の惑星（イルーラン姫〈ヴァージニア・マドセン〉）※日本テレビ版（BD収録）
- めぐりあう時間たち（ヴァージニア・ウルフ）

### 劇場アニメ
- アンネの日記（1995年） - ミープ 役

### CM
- 花王
  - 贈答用石鹸詰め合わせ（1990年 - ）※ 栗原小巻と共演。
  - 花王石鹸ホワイト（1991年 - ）
  - ワイドハイター
- 養命酒（1995年頃 - 、もしくは2000年頃 - ）